# Eslora
L'eslora o la llargada és la llargària del buc d'un vaixell o embarcació, de la proa fins a la popa. En general es mesura paral·lelament a la línia de flotació, entre dos plans perpendiculars a la cossia: un pla passa per la part que més surt per popa de l'embarcació i l'altre per la part que més surt per proa. En la mesura de l'eslora s'inclouen totes les parts estructurals o integrals com són proes, popes, murades i unions del buc amb la coberta. S'exclou el púlpit de proa, en el cas del qual, el pla de referència passa pel punt d'intersecció de la coberta amb la roda. Així mateix, s'exclouen totes les parts desmuntables que no afecten la integritat estructural de l'embarcació.

Tipus d'eslora LOA: eslora total, LWL: eslora de flotació.

## Tipus d'eslora
Segons els plans de referència triats com a límit, es poden definir diverses eslores:
- Eslora total: és la distància entre els punts més extrems de l'embarcació. (LOA) Length Over All
- Eslora de flotació: és la llargada definida per l'eix longitudinal del pla de flotació. (LWL) Length Water Line
- Eslora entre perpendiculars: és la distància entre la perpendicular de popa (Ppp) i la perpendicular de proa (Ppr). (LBP) Length Between Perpendiculars